# Tuffi ai campionati mondiali di nuoto 2017 - Trampolino 3 metri sincro maschile
La gara dei tuffi dal trampolino 3 metri sincro maschile dei campionati mondiali di nuoto 2017 è stata disputata il 15 luglio presso la Duna Aréna di Budapest. La gara, alla quale hanno preso parte 21 coppie di atleti provenienti da altrettante nazioni, si è svolta in due turni, in ognuno dei quali le coppie hanno eseguito una serie di sei tuffi.
La competizione è stata vinta dalla coppia russa Evgenij Kuznecov e Il'ja Zacharov, mentre l'argento e il bronzo sono andati rispettivamente alla coppia cinese Cao Yuan
e Xie Siyi e a quella ucraina Oleh Kolodij e Illja Kvaša.

## Programma
| Data           | Ora (UTC+2) | Turno       |
| -------------- | ----------- | ----------- |
| 15 luglio 2017 | 10:00       | Preliminari |
| 15 luglio 2017 | 18:30       | Finale      |

## Risultati

### Preliminari
| Pos. | Nazione       | Atleti                                    | Tot.   | T1    | T2    | T3    | T4    | T5    | T6    | Ord. | Note |
| ---- | ------------- | ----------------------------------------- | ------ | ----- | ----- | ----- | ----- | ----- | ----- | ---- | ---- |
| 1    | Cina          | Cao Yuan Xie Siyi                         | 438,84 | 52,80 | 48,60 | 82,62 | 81,60 | 83,16 | 90,06 | 14   | Q    |
| 2    | Russia        | Evgenij Kuznecov Il'ja Zacharov           | 436,86 | 48,00 | 52,80 | 72,36 | 86,10 | 79,56 | 98,04 | 19   | Q    |
| 3    | Stati Uniti   | Sam Dorman Michael Hixon                  | 410,10 | 48,00 | 49,20 | 79,56 | 84,00 | 77,52 | 71,82 | 2    | Q    |
| 4    | Canada        | Philippe Gagné François Imbeau-Dulac      | 404,43 | 47,40 | 49,80 | 74,40 | 75,60 | 76,65 | 80,58 | 13   | Q    |
| 5    | Gran Bretagna | Jack Laugher Chris Mears                  | 401,88 | 50,40 | 52,20 | 85,68 | 60,18 | 70,20 | 83,22 | 11   | Q    |
| 6    | Ucraina       | Oleh Kolodij Illja Kvaša                  | 398,91 | 49,80 | 48,00 | 76,50 | 75,33 | 67,20 | 82,08 | 4    | Q    |
| 7    | Germania      | Stephan Feck Patrick Hausding             | 397,65 | 49,80 | 48,00 | 78,21 | 81,90 | 77,52 | 62,22 | 10   | Q    |
| 8    | Malaysia      | Chew Yiwei Ooi Tze Liang                  | 384,69 | 48,60 | 48,60 | 75,33 | 73,44 | 71,40 | 67,32 | 21   | Q    |
| 9    | Messico       | Rodrigo Diego Adan Zúñiga                 | 383,88 | 47,40 | 47,40 | 72,42 | 66,12 | 66,30 | 84,24 | 9    | Q    |
| 10   | Corea del Sud | Kim Yeong-nam Woo Ha-ram                  | 378,75 | 47,40 | 46,80 | 71,40 | 70,38 | 76,65 | 66,12 | 3    | Q    |
| 11   | Australia     | Matthew Carter Kevin Chávez               | 377,91 | 50,40 | 43,80 | 72,54 | 64,35 | 69,30 | 77,52 | 7    | Q    |
| 12   | Italia        | Gabriele Auber Lorenzo Marsaglia          | 374,40 | 45,00 | 45,00 | 76,65 | 66,03 | 72,42 | 69,30 | 17   | Q    |
| 13   | Spagna        | Nicolás García Héctor García              | 372,30 | 46,20 | 40,20 | 67,89 | 71,10 | 72,45 | 74,46 | 6    |      |
| 14   | Svizzera      | Guillaume Dutoit Simon Rieckhoff          | 369,45 | 46,80 | 46,20 | 67,50 | 67,89 | 66,60 | 74,46 | 20   |      |
| 15   | Polonia       | Kacper Lesiak Andrzej Rzeszutek           | 351,93 | 46,20 | 46,20 | 64,80 | 64,17 | 66,30 | 64,26 | 15   |      |
| 16   | Bielorussia   | Jaŭhen Karalëŭ Mikita Tkačoŭ              | 341,01 | 47,40 | 47,40 | 63,90 | 66,03 | 51,00 | 65,28 | 18   |      |
| 17   | Singapore     | Mark Lee Timothy Lee                      | 335,52 | 45,60 | 45,60 | 63,90 | 51,30 | 68,82 | 60,30 | 8    |      |
| 18   | Colombia      | Sebastián Villa Castañeda Daniel Restrepo | 326,79 | 46,80 | 45,60 | 53,58 | 66,30 | 45,15 | 69,36 | 5    |      |
| 19   | Georgia       | Sandro Melikidze Tornike Onikashvili      | 316,14 | 46,80 | 46,80 | 58,50 | 63,24 | 57,60 | 43,20 | 1    |      |
| 20   | Cile          | Diego Carquin Donato Neglia               | 295,23 | 43,80 | 26,40 | 62,10 | 54,87 | 54,06 | 54,00 | 16   |      |
| 21   | Macao         | Lei Wai Shing Leong Kam Cheong            | 274,17 | 45,60 | 39,60 | 48,96 | 51,03 | 42,48 | 46,50 | 12   |      |

### Finale
| Pos. | Nazione       | Atleti                               | Tot.   | T1    | T2    | T3    | T4    | T5    | T6     | Ord. |
| ---- | ------------- | ------------------------------------ | ------ | ----- | ----- | ----- | ----- | ----- | ------ | ---- |
| 1    | Russia        | Evgenij Kuznecov Il'ja Zacharov      | 450,30 | 50,40 | 49,80 | 86,40 | 77,70 | 85,68 | 100,32 | 11   |
| 2    | Cina          | Cao Yuan Xie Siyi                    | 443,40 | 53,40 | 49,20 | 89,76 | 89,76 | 72,36 | 88,92  | 12   |
| 3    | Ucraina       | Oleh Kolodij Illja Kvaša             | 429,99 | 52,80 | 49,80 | 71,40 | 77,19 | 81,90 | 96,90  | 7    |
| 4    | Gran Bretagna | Jack Laugher Chris Mears             | 418,20 | 49,80 | 51,60 | 82,62 | 87,72 | 65,52 | 80,94  | 8    |
| 5    | Germania      | Stephan Feck Patrick Hausding        | 415,35 | 51,00 | 49,20 | 76,23 | 79,80 | 79,56 | 79,56  | 6    |
| 6    | Stati Uniti   | Sam Dorman Michael Hixon             | 409,05 | 49,80 | 51,60 | 84,66 | 76,65 | 83,64 | 62,70  | 10   |
| 7    | Messico       | Rodrigo Diego Adan Zúñiga            | 397,17 | 49,20 | 48,00 | 71,40 | 79,80 | 70,38 | 78,39  | 4    |
| 8    | Corea del Sud | Kim Yeong-nam Woo Ha-ram             | 396,90 | 48,60 | 48,00 | 65,28 | 71,40 | 86,10 | 77,52  | 3    |
| 9    | Canada        | Philippe Gagné François Imbeau-Dulac | 390,06 | 47,40 | 47,40 | 69,75 | 64,05 | 81,90 | 79,56  | 9    |
| 10   | Malaysia      | Chew Yiwei Ooi Tze Liang             | 370,77 | 46,80 | 49,80 | 78,54 | 70,38 | 76,23 | 49,02  | 5    |
| 11   | Italia        | Gabriele Auber Lorenzo Marsaglia     | 368,64 | 49,20 | 49,80 | 60,90 | 68,82 | 72,42 | 67,50  | 1    |
| 12   | Australia     | Matthew Carter Kevin Chávez          | 357,33 | 49,80 | 46,80 | 62,31 | 67,32 | 64,80 | 66,30  | 2    |